# ホロ島
ホロ島（ホロとう、タウスグ語: Sūg, 英: Jolo、Joló）は、フィリピンの南東部に位置する火山性の島である。多くの火口があり、特に1897年に大噴火を起こした噴石丘（スコリア丘）・ダホ山（Bud Dajo、標高685m）が知られる。ボルネオ島とミンダナオ島の間に連なるスールー諸島の中央にあり、面積は861平方km、300,000人ほどが住む。
ホロ島はスールー州に属する。島最大の街は人口8万を超えるスールー州の州都ホロであり、島の人口の3分の1ほどが住む。主要な民族はタウスグ人（Suluk/Tausug）・バジャウ人（Bajau）・バンギギ人（Banguingui/Samal）などであり、農業や漁業・海上交易を営む。バジャウはボルネオ島などにまたがって暮らす漂海の民として知られていた。
かつてホロの町はイスラム教のスルタン国・スールー王国の都が置かれ、東南アジアの海上交易の拠点として繁栄した。米比戦争後、1900年代の「モロの反乱」で多数の地元民がアメリカ軍に虐殺されている。また太平洋戦争のスールー諸島の戦いでは日本軍とモロ人ゲリラとの激しい戦場となっている。2005年2月に4000人から5000人ほどのフィリピン軍部隊と、アブ・サヤフ・グループの民兵800人ほどが衝突し、1万人以上の避難民が出た。
アブ・サヤフの最大の拠点の1つであり、無法地帯となっている。周辺では海賊行為が横行しており、フィリピン政府はホロ島周辺が「新たなソマリア」になる危険があるとしている。